# Mooreonuphis segmentispadix
Mooreonuphis segmentispadix är en ringmaskart som först beskrevs av Shisko 1981.  Mooreonuphis segmentispadix ingår i släktet Mooreonuphis och familjen Onuphidae. Inga underarter finns listade i Catalogue of Life.